# ناگاایزومی
ناگاایزومی (به لاتین: Nagaizumi) یک منطقهٔ مسکونی در ژاپن است که در Suntō District واقع شده‌است. ناگاایزومی ۲۶٫۶۳ کیلومترمربع مساحت و ۴۲٬۲۹۶ نفر جمعیت دارد.